# Operación Ferrocarril Subterránea

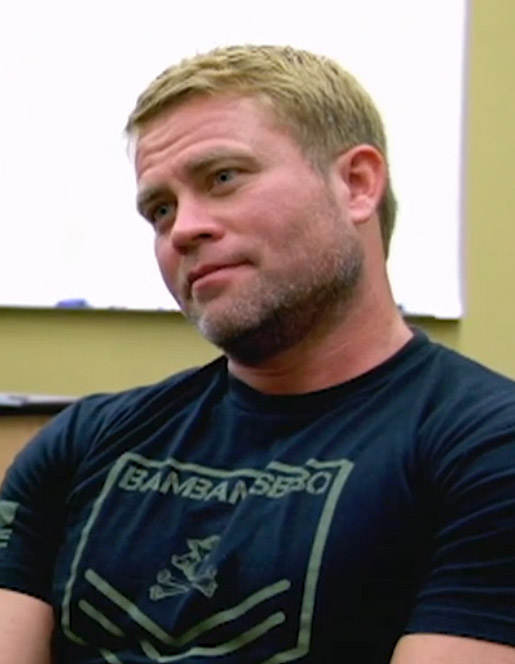
Tim Ballard en 2018

Operation Underground Railroad (OUR) es una organización sin fines de lucro fundada por Timothy Ballard, un exagente del Departamento de Seguridad Nacional de los Estados Unidos, en 2013. La misión principal de OUR es combatir la trata de personas y el tráfico humano, especialmente enfocándose en la explotación sexual de menores.
La organización realiza operaciones encubiertas en colaboración con agencias gubernamentales y fuerzas del orden de varios países para rescatar a víctimas de la trata de personas, particularmente niños, y llevar a los traficantes ante la justicia. OUR también se enfoca en la prevención y la concienciación, educando a la comunidad sobre los peligros de la trata de personas y cómo identificar y prevenir situaciones de explotación.
La organización ha ganado reconocimiento internacional por su trabajo en la lucha contra la trata de personas, y ha sido objeto de cobertura mediática y apoyo público. Sin embargo, también ha sido objeto de críticas y controversias, especialmente en relación con sus métodos y enfoques, así como su cooperación con agencias gubernamentales y autoridades extranjeras.